# Казо-Вильконталь
Казо́-Вильконта́ль (фр. Cazaux-Villecomtal) — коммуна во Франции, находится в регионе Юг — Пиренеи. Департамент — Жер. Входит в состав кантона Марсьяк. Округ коммуны — Миранд.
Код INSEE коммуны — 32099.

## География
Коммуна расположена приблизительно в 630 км к югу от Парижа, в 105 км западнее Тулузы, в 40 км к юго-западу от Оша.
На западе коммуны протекает река Аррос.

## Климат
Климат умеренно-океанический. Лето жаркое и немного дождливое, температура часто превышает 35 °С. Зимой часто бывает отрицательная температура и ночные заморозки. Годовое количество осадков — 700—900 мм.

## Население
Население коммуны на 2010 год составляло 91 человек.
| 1962 | 1968 | 1975 | 1982 | 1990 | 1999 | 2010 |
| ---- | ---- | ---- | ---- | ---- | ---- | ---- |
| 105  | 98   | 92   | 94   | 91   | 83   | 91   |

## Администрация
| Период | Период | Фамилия    | Партия | Примечания |
| ------ | ------ | ---------- | ------ | ---------- |
| 2001   | 2020   | Жорж Дютий |        |            |

## Экономика
В 2010 году среди 54 человек трудоспособного возраста (15-64 лет) 40 были экономически активными, 14 — неактивными (показатель активности — 74,1 %, в 1999 году было 69,6 %). Из 40 активных жителей работали 33 человека (17 мужчин и 16 женщин), безработных было 7 (4 мужчины и 3 женщины). Среди 14 неактивных 6 человек были учениками или студентами, 7 — пенсионерами, 1 был неактивным по другим причинам.